# Sansha
Sansha (三沙 ) est une ville du sud de la province insulaire de Hainan, dans l'extrême sud de la Chine. Elle est située à la même latitude environ que Hawaï.
L'île de Yongxing qui accueille la ville-préfecture, dispose d'une piste de 2 700 m, capable d'accueillir des chasseurs et disposant d'un site radar et de capacités de stockage de carburant.
Elle a la particularité spécifique d'être entourée de 2 millions de kilomètres carrés d'eaux contestées.
L'île Yongxing appartient à l'archipel des îles Xisha et compte environ 1 000 habitants dont une garnison depuis juillet 2012.
D'après le quotidien du peuple, les projets d'infrastructure ont pour but d'améliorer la protection de l'environnement et de faciliter les vies des militaires stationnés sur les îles et des autres habitants.

## Histoire
La ville a été créée en juillet 2012. Des projets d'infrastructure sont en projet en août 2012. Depuis, le Viêt Nam proteste régulièrement contre son existence sur des archipels qu'il revendique. L'annonce le 18 avril 2020 de la création des arrondissements de Xisha sur les îles Paracels, nommées Hoàng Sa par le Viêt Nam, et Nansha, dans les îles Spratleys, nommées Truong Sa par le Viêt Nam, ravivent les tensions.

## Économie
Le gouvernement chinois entend développer les industries du tourisme, de la pêche, du pétrole et du gaz.